# Aydoğdu, Alaşehir
Aydoğdu là một xã thuộc huyện Alaşehir, tỉnh Manisa, Thổ Nhĩ Kỳ. Dân số thời điểm năm 2011 là 432 người.